# Прибрежный (остров, Ленинградская область)
Прибре́жный — остров в Ладожском озере. Территориально относится к Приозерскому городскому поселению Приозерского района Ленинградской области России.

## География
Находится при впадении в Ладожское озеро реки Тихой. Омывается с востока и севера заливом Лехмалахти Ладожского озера, с юга основным руслом реки Тихой, с запада маловодным рукавом реки Тихой. Река к югу от острова порожиста.
Приблизительно в 2,5 км к востоку — мыс Рогатый, ограничивающий с юга залив Лехмалахти. Ближайший участок суши на востоке — мыс Лобовой, на восточном берегу Тихой у её устья. Менее чем в 1 км к северо-западу, на побережье Ладоги, расположена турбаза. Ближайший остров (1,3 км к северо-востоку) — Бурнев, где ранее находился военный полигон.
Высота над уровнем моря — немногим более 10 м. По форме остров напоминает овал и немного вытянут с северо-запада на юго-восток. Размеры: 250 м (с северо-запада на юго-восток) на 100 м (с юго-запада на северо-восток). Остров покрыт лесом, как и берега Тихой. Произрастают в окрестных лесах сосна, ель и берёза.
Вдоль реки расположено некоторое количество частных домов с участками, относящихся к посёлку Бурнево, основная часть которого находится в 2 км к юго-западу, на трассе «Сортавала». Отдельные строения имеются также на островах в устье Тихой, в том числе на Прибрежном. На западном берегу Тихой, к северу от Бурнево (район турбазы и далее на северо-запад вдоль побережья Ладожского озера), планируется создание в 2016 году государственного природного заказника регионального значения «Кузнечное» (по имени пгт Кузнечное).

## История
В период нахождения территории в составе Финляндии единичные поселения уже существовали на острове и по берегам реки. При этом восточный берег реки относился к волости Кексгольма, тогда как западный берег и сам остров — к волости с центром в Каукола (Выборгская губерния). Мыс Лобовой в этот период именовался Норсниеми (фин. Norsniemi), на западном берегу реки в районе острова к началу 1940-х годов существовала деревня Коивула (фин. Koivula).